# Трупоедка чёрная
Трупоедка черная (лат. Nitidula rufipes) — вид жуков-блестянок. Длина тела взрослых насекомых (имаго) 2—4 мм. Тело чёрное, одноцветное, матовое, реже буро-жёлтое с чёрной головой и переднеспинкой.